# Држич, Джоре
Джоре Држич (Džore Držić [ʤɔ̝̌ːrɛ̝ dř̩ːʒiʨ], итал. Giorgio Darsa, 6 февраля 1461, Дубровник, теперь Хорватия — 26 сентября 1501, там же) — хорватский гуманистический поэт и драматург, один из «столпов»-родоначальников хорватской литературы, представитель Далматинского Ренессанса.
Джоре был дядей выдающегося хорватского драматурга Марина Држича. Окончил гуманистическую школу в Дубровнике, а затем изучал право в Италии, в 1487 году наконец стал священником. Был настоятелем храма Всех Святых (Crkva Svi sveti или Crkva Domino (Domus Omnium Sanctorum)) в Дубровнике и канцлером городского головы (каптола). Сохранились свидетельства о нём как одном из лучших ораторов в своём городе своего времени.
Литературные заслуги Джоре Држиче трудно переоценить — он известен как первый хорватский драматург. Поклонник поэта Марка Марулича, Дж. Држич создал поэтический опус, который стал первым выражением языковой формы, которая в будущем станет хорватской литературной нормой. Его эклога «Radmio i Ljubmir» (Радмио и Любмир), написанная в конце XV века, стала первой хорватской пьесой на светскую тему, что знаменовало новый этап в истории развития хорватского театра.
«Pjesni ljuvene» (Любовные стихи) Джоре Држича по типу петрарковские, они были чрезвычайно популярны в своё время в Дубровнике. Местный аристократ Никша Ранина (Nikša Ranjina) включил их и поэзию Шишка Менчетича (Šiško Menčetić) в первую хорватскую поэтическую антологию.